# MW 〜Dear Mr. & Ms. ピカレスク〜/夏Dive
「MW ～Dear Mr. & Ms. ピカレスク～ / 夏Dive」（ムウ ディアー ミスター アンド ミズ ピカレスク / なつダイブ）は、flumpoolのメジャー2枚目のシングル。

## 解説
2009年7月1日に発売。前作「星に願いを」から約4か月ぶりのシングルであり、初の両A面シングルである。また、「MW 〜Dear Mr. & Ms. ピカレスク〜」はflumpoolとしては初となる映画主題歌である。

## 収録曲
1. MW 〜Dear Mr. & Ms. ピカレスク〜
作詞：山村隆太、作曲：阪井一生、編曲：玉井健二・百田留衣
  - ギャガ配給映画『MW -ムウ-』主題歌
  - 日本テレビ系ドラマ『MW -ムウ- 第0章 〜悪魔のゲーム〜』（2009年6月30日放送）主題歌

2009年の「flumpool tour 2009『Unreal』」で先行披露された楽曲。　
この楽曲は2007年のインディーズ時代に制作されており、映画主題歌の話を受け、実際に映画を観賞して独自に再構成し、詞をつけたものである[1]。
2. 夏Dive
作詞：山村隆太、作曲：阪井一生、編曲：玉井健二・百田留衣
PVのサビにはB'zの「恋心(KOI-GOKORO)」のような振り付けが施されている。
また、2009年の「flumpool tour 2009『Unreal』」の1曲目に原曲である『Wonderland』(DVD『『How did we feel then?』 〜flumpool Tour 2009 "Unreal" Live at Shibuya Club Quattro〜』収録）が披露された。
3. サイレン
作詞：山村隆太、作曲：阪井一生、編曲：古川貴浩
4. MW 〜Dear Mr. & Ms. ピカレスク〜 (instrumental)
5. 夏Dive (instrumental)

## テレビ出演
- MUSIC JAPAN（NHK総合テレビ、2009年6月28日）
- 最新ヒット ウエンズデーJ-POP（NHK衛星第2テレビジョン、2009年7月1日）
- MUSIC STATION（テレビ朝日、2009年7月3日）
- 僕らの音楽（フジテレビ、2009年7月3日）
- CDTV（TBS、2009年7月4日）